# Курсак (река)
Курсак (баш. Ҡорһаҡ) — река в России, протекает в Башкортостане, Альшеевский и Белебеевский район. Впадает в Дёму в 220 км от её устья, в черте Раевского села, административного центра Альшеевского района. Длина реки составляет 60 км, площадь водосборного бассейна 770 км².

## Притоки
- 11 км: Трунтаиш
- 25 км: Слак
- 38 км: Кайберда

## Селения
В Альшеевском районе на правом берегу реки расположено село Чуракаево. Ранее на реке находился упразднённый посёлок Сагадат, деревня Литинка (Литенка). На протоке Вершинин находилось поселение Кармышевского сельсовета в Альшеевском районе Башкортостана железнодорожная будка 1503 км, упразднённое в 2005 году и вошедшее в село Шафраново.

## Данные водного реестра
По данным государственного водного реестра России относится к Камскому бассейновому округу, водохозяйственный участок реки — Дёма от истока до водомерного поста у деревни Бочкарёва, речной подбассейн реки — Белая. Речной бассейн реки — Кама.
Код объекта в государственном водном реестре — 10010201312111100024793.